# Рокледж (Флорида)
Рокледж (англ. Rockledge) — город в округе Бревард штата Флорида, США.

## География
По данным Бюро переписи населения США площадь города составляет 34,8 км², из них 30,9 км² — суша и 3,8 км² — открытые водные пространства. Высота над уровнем моря составляет 7 м.

## Население
По данным переписи населения 2010 года население города составляет 24 926 человек.
По данным переписи 2000 года население города насчитывало 20 170 человек. Средний возраст населении — 40 лет. на каждые 100 женщин в среднем приходится 90,6 мужчин. Расовый состав: белые — 81,06 %; афроамериканцы — 14,64 %; азиаты — 1,66 %; другие расы — 0,73 %; представители двух и более рас — 1,56 %.